# Svinica
Svinica (Hongaars: Petőszinye) is een Slowaakse gemeente in de regio Košice, en maakt deel uit van het district Košice-okolie.
Svinica telt 872 inwoners.